# Gunong Pungkie
Gunong Pungkie is een bestuurslaag in het regentschap Nagan Raya van de provincie Atjeh, Indonesië. Gunong Pungkie telt 989 inwoners (volkstelling 2010).